# Elopiformes
Elopiformes, red riba iz razreda zrakoperki (Actinopterygii) ili pravih koštunjača (Teleostei). Sastoji se od dvije monogeneričke porodice.
To su ribe srednje do velike veličine, račvastog repa, i zdjelične peraje smještene u trbušnoj regiji.

## Porodice
1. Elopidae Valenciennes, 1847
2. Megalopidae Jordan & Gilbert, 1883, tarponi

## Vanjske poveznice
|  | Zajednički poslužitelj ima još gradiva o temi Elopiformes |
|  | Wikivrste imaju podatke o taksonu Elopiformes             |